# Džuba
Džuba (arabsko جوبا‎ je glavno mesto Južnega Sudana in največje mesto v tej vzhodnoafriški državi od njene osamosvojitve leta 2011. 
Šteje približno 1,2 milijona prebivalcev, vendar je število težko oceniti, saj je skupaj s preostankom države po desetletjih medetničnega nasilja mesto povsem razdejano. Še v začetku 2000. let je večina ljudi živela v begunskih taboriščih, odvisna od humanitarne pomoči Združenih narodov. Od konca državljanske vojne leta 2005 se stanje postopoma normalizira na račun prihodkov od izvoza nafte, ki predstavlja temelj južnosudanskega gospodarstva, predvsem pa prebivalstvo eksplozivno raste zaradi vračanja beguncev in priseljevanja s podeželja ter sosednjih držav; Džuba je s prirastom 12,5 % na leto najhitreje rastoče mesto v vsej Afriki in postaja talilni lonec najrazličnejših afriških kultur. To ob skoraj neobstoječi infrastrukturi prinaša klasične težave s higieno, prometom in kriminalom. Večino javnega prevoza opravljajo motocikli, ki jim domačini pravijo »bodaboda« in slovijo po nevarni vožnji.
Džuba stoji na bregu Belega Nila na jugu države.

## Zgodovina
To območje je bilo naseljeno že v času Starega Egipta pred pet tisoč leti, samo mesto pa so leta 1922 ustanovili grški trgovci, ki so zalagali britanske vojaške postojanke v okolici. Do 1940-ih so imeli ključno vlogo v mestnem gospodarstvu. Leta 1930 so Britanci v Džubo preselili sedež kolonialne administracije, vse od takrat je center južnosudanske politike. Po združitvi in osamosvojitvi Sudana leta 1955 je izbruhnila državljanska vojna med arabskim severom in afriškimi ljudstvi na jugu; Džuba je bila kot baza vladnih sil prizorišče številnih bojev. Po podpisu premirja leta 1972 je postala administrativno središče vse regije, takrat so se priselili številni vrnjeni begunci. Kot politično in gospodarsko središče se je mesto hitro razvijalo; med drugim je bila leta 1977 ustanovljena lokalna univerza. Po vnovičnem izbruhu medetničnega nasilja leta 1982, ki je trajalo vse do podpisa premirja leta 2005, je bilo mesto razdejano in bolj ali manj spremenjeno v vojaško oporišče ter prizorišče pogostih bojev med vladnimi silami in uporniškimi skupinami z juga. Te so Džubo razglasile za glavno mesto Avtonomne vlade Južnega Sudana.